# Генерал медицинских войск (Германия)
Генерал медицинских войск (нем. Generaloberstabsarzt) — воинское звание медицинской службы Вермахта и Бундесвера.

## Вермахт

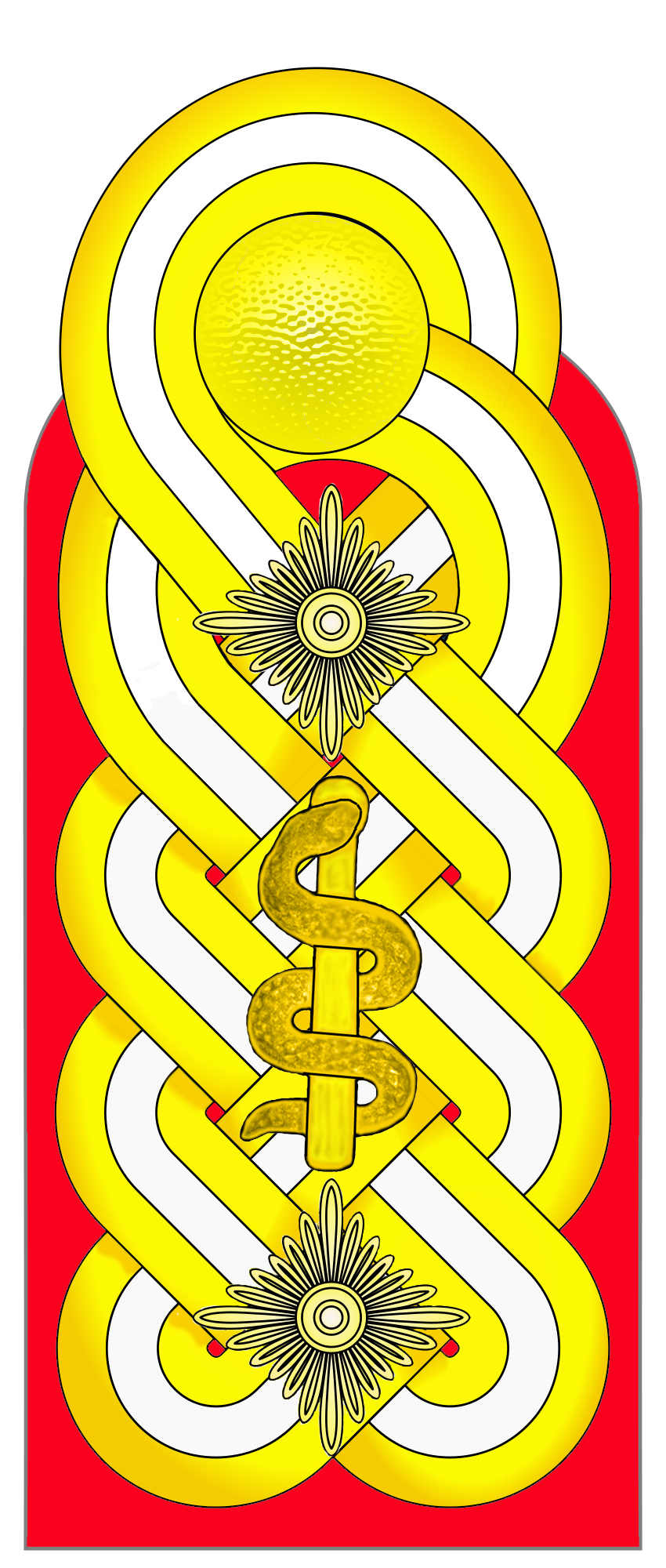
Погон

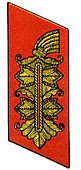
Арабеск

Генерал медицинских войск был высшим чином медицинской службы вермахта с 1933 по 1945 год.
Эквивалентным званием был генерал рода войск, в ваффен-СС звание было сопоставимо с обергруппенфюрером, в Кригсмарине был Адмиралоберштабсарцт. К соответствующим наплечникам между двумя генеральскими звездами прикладывался посох Асклепия.